# Stanislav Krejčík
Stanislav Krejčík (* 2. září 1972) je bývalý český fotbalový obránce. Jako trenér působil u ženskému fotbalu, vedl reprezentační mužstvo ČR. V současné době působí jako šéftrenér mládeže v divizním klubu Fk Admira Praha.

## Hráčská kariéra
Žižkovský odchovanec hrál nejvyšší soutěž za Duklu Praha, Lázně Bohdaneč a Blšany. Připsal si 2 starty v československé lize, v nejvyšší soutěži ČR zasáhl do 24 utkání, v nichž dal jednu branku.
Od sezony 2001/02 nastupoval za menší kluby (Kadaň, Milín, Štětí, Milešov, Roudnice nad Labem, Pokratice - Litoměřice, Lovosice, Poříčany a Jevany), hrál také v Rakousku a Německu.

## Ligová bilance
| Ročník                                   | Zápasy | Góly | Minuty | Klub            |
| ---------------------------------------- | ------ | ---- | ------ | --------------- |
| 1. československá fotbalová liga 1992/93 | 2      | 0    | –      | Dukla Praha     |
| 2. česká fotbalová liga 1993/94          | –      | 0    | –      | Chmel Blšany    |
| 2. česká fotbalová liga 1995/96          | 9      | 2    | –      | Bohemians Praha |
| Gambrinus liga 1997/98                   | 12     | 1    | 725    | Lázně Bohdaneč  |
| 2. česká fotbalová liga 1998/99          | 10     | 1    | –      | SK Chrudim      |
| 2. česká fotbalová liga 1999/00          | 11     | 1    | –      | Xaverov         |
| Gambrinus liga 1999/00                   | 12     | 0    | 851    | Chmel Blšany    |
| 2. česká fotbalová liga 2000/01          | 6      | 0    | –      | AS Pardubice    |
| 2. česká fotbalová liga 2000/01          | 6      | 0    | –      | MUS Most        |
| CELKEM 1. LIGA                           | 26     | 1    | –      |                 |